# Báta, Tolna
Báta  este un sat în districtul Szekszárd, județul Tolna, Ungaria, având o populație de 1.804 locuitori (2011). 

## Demografie
Componența etnică a satului Báta
     Maghiari (89,49%)
     Romi (8,16%)
     Germani (1,82%)
     Necunoscut (0,35%)
     Români (0,18%)
     Alții (0,35%)
Componența confesională a satului Báta
     Romano-catolici (59,87%)
     Fără religie (12,75%)
     Reformați (5,71%)
     Necunoscută (20,73%)
     Alte religii (1,16%)
Conform recensământului din 2011, satul Báta avea 1.804 locuitori. Din punct de vedere etnic, majoritatea locuitorilor (89,49%) erau maghiari, existând și minorități de romi (8,16%) și germani (1,82%). Apartenența etnică nu este cunoscută în cazul a 0,35% din locuitori.  Din punct de vedere confesional, majoritatea locuitorilor (59,87%) erau romano-catolici, existând și minorități de persoane fără religie (12,75%) și reformați (5,71%). Pentru 20,73% din locuitori nu este cunoscută apartenența confesională.